# Municipio de Ambrose
El municipio de Ambrose (en inglés: Ambrose Township) es un municipio ubicado en el condado de Divide en el estado estadounidense de Dakota del Norte. En el año 2010 tenía una población de 17 habitantes y una densidad poblacional de 0,15 personas por km².

## Geografía
El municipio de Ambrose se encuentra ubicado en las coordenadas 48°56′42″N 103°32′31″O / 48.94500, -103.54194. Según la Oficina del Censo de los Estados Unidos, el municipio tiene una superficie total de 109.71 km², de la cual 107,89 km² corresponden a tierra firme y (1,66 %) 1,82 km² es agua.

## Demografía
Según el censo de 2010, había 17 personas residiendo en el municipio de Ambrose. La densidad de población era de 0,15 hab./km². De los 17 habitantes, el municipio de Ambrose estaba compuesto por el 100 % blancos. Del total de la población el 0 % eran hispanos o latinos de cualquier raza.